# Grazia Di Michele

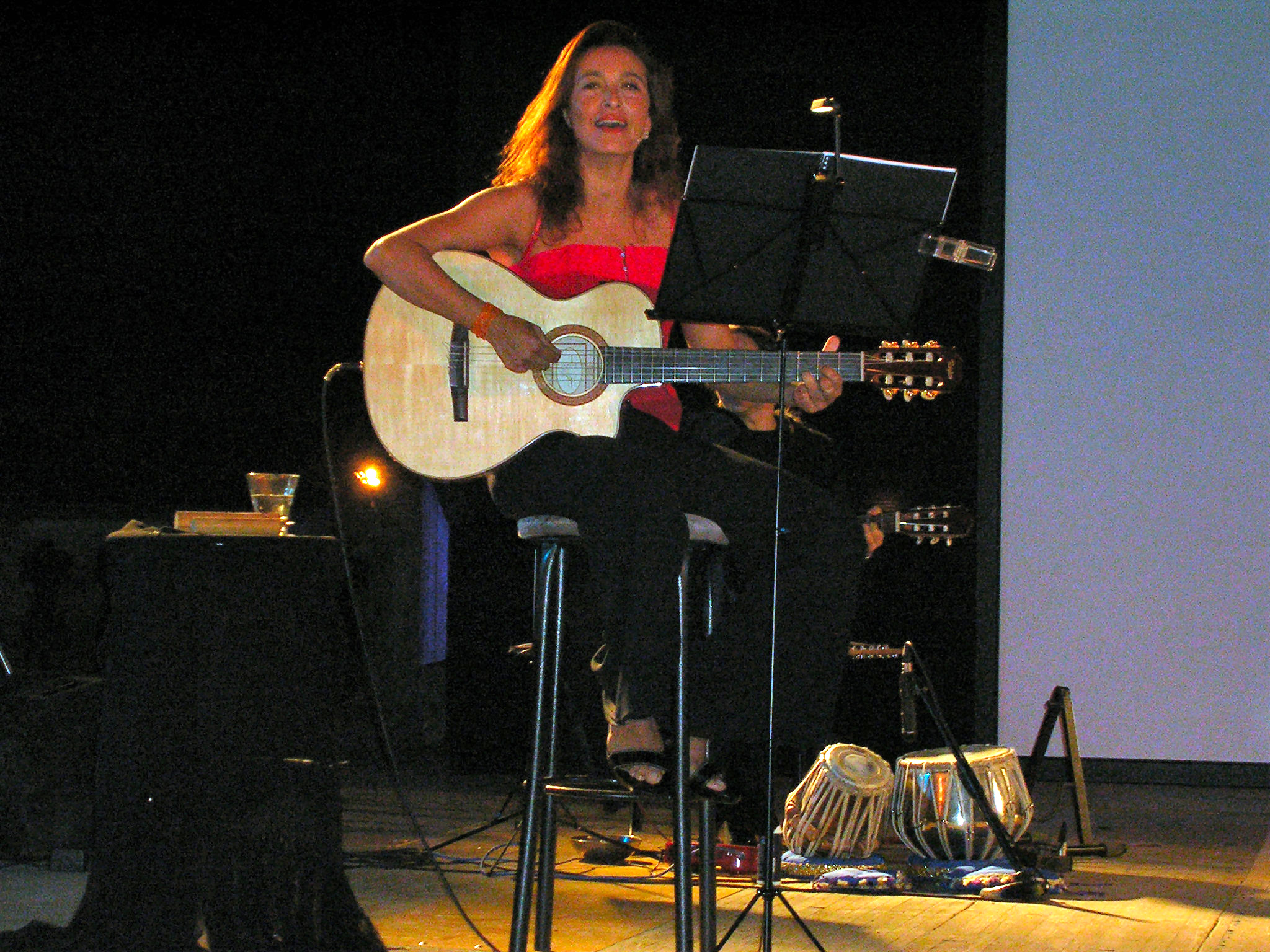
Grazia Di Michele (2005)

Grazia Di Michele (* 9. Oktober 1955 in Rom) ist eine italienische Cantautrice.

## Leben
In den 1970er Jahren gründete Di Michele mit Clelia Lamorgese und Chiara Scott die Musikgruppe Ape Di Vetro, mit der sie Songs über politische Themen sang. 1977 trat sie erstmals als Solistin im Folkstudio auf. Im Folgejahr produzierte Vincenzo Micocci ihr erstes Album Cliché mit ebenfalls von sozialem Engagement geprägten Songs. Für ihr 1986 erschienenes Album Le ragazze di Gauguin wurde sie mit dem Premio Vela d’Argento ausgezeichnet. Mit Lucio Fabbri, Vittorio Cosma und Eugenio Finardi nahm sie 1988 das Album Grazia Di Michele auf.
1990 nahm sie zusammen mit Nicolette Larson mit Io e mio padre am Sanremo-Festival 1990 teil, im Folgejahr mit Peppi Nocera und Se io fossi un uomo, der in englischer Übersetzung (If I Were in Your Shoes) in Japan, Schweden, Norwegen und der Schweiz erfolgreich war. 1993 nahm sie mit Rossana Casale, Cristiano De André und Eugenio Finardi den Titel Gli amori diversi auf, der auf dem Album Confini erschien. Zur gleichen Zeit veröffentlichte Warner Music Vision eine DVD mit ihren Videoclips, von denen einige Gabriele Salvatores gedreht hatte. 
Bei einem Independent-Label erschien 2001 ihr Album Naturale mit Luca Madonia. Mit Enrico Capuano und mit Toquinho unternahm sie Tourneen durch Italien. Ab 2003 beteiligte sie sich als Gesangslehrerin an Maria De Filippis Casting-Show Amici im Fernsehen. 2005 veröffentlichte sie das Album Respiro mit dem Titel Habi, der die Geschichte eines jungen Selbstmordattentäters erzählt. Beim Festival della Letteratura di Roma stellte sie das Werk in einem theatralischen Konzert mit Sandra Cisneros und Susanna Tamaro vor. Für die Texte wurde sie mit 1997 einer besonderen Erwähnung beim Premio Lunezia geehrt.
2008 trat sie am Theater in Denise Chalems Di' a mia figlia che vado in vacanza unter der Regie von Maddalena Fallucchi auf. 2009 veröffentlichte sie die CD Passaggi segreti und beteiligte sich mit zwei Songs an Alberto Zeppieris Capo Verde, terra d'amore. Der Titel Anja del settimo cielo aus Passagi segreti wurde 2010 für den Premio Amnesty Italia nominiert.
Sie wirkte dann an Paolo di Sabatinos Album "Voices" mit, erhielt 2011 den Premio Culturale Mumi und 2012 für ihre Verdienste um die italienische Musik und die Förderung junger Talente den Premio Cantagiro "Momenti musicali". in Alghero auf Sardinien wurde ihr  2014 der Premio Giuni Russo verliehen. Beim Sanremo-Festival 2015 sang sie mit Platinette den Titel Io sono una finestra.

## Weblink
- Homepage von Gracia Di Michele